# Vultureni (okręg Botoszany)
Vultureni – wieś w Rumunii, w okręgu Botoszany, w gminie Unțeni. W 2011 roku pozostała niezamieszkana.